# La Bonne Bergère et la Mauvaise Princesse
La Bonne Bergère et la Mauvaise Princesse er en fransk stumfilm fra 1908 af Georges Méliès.